# Propherallodus briggsi
Propherallodus briggsi är en fiskart som beskrevs av Shiogaki och Dotsu, 1983. Propherallodus briggsi ingår i släktet Propherallodus och familjen dubbelsugarfiskar. Inga underarter finns listade i Catalogue of Life.